# 臺灣放送協會

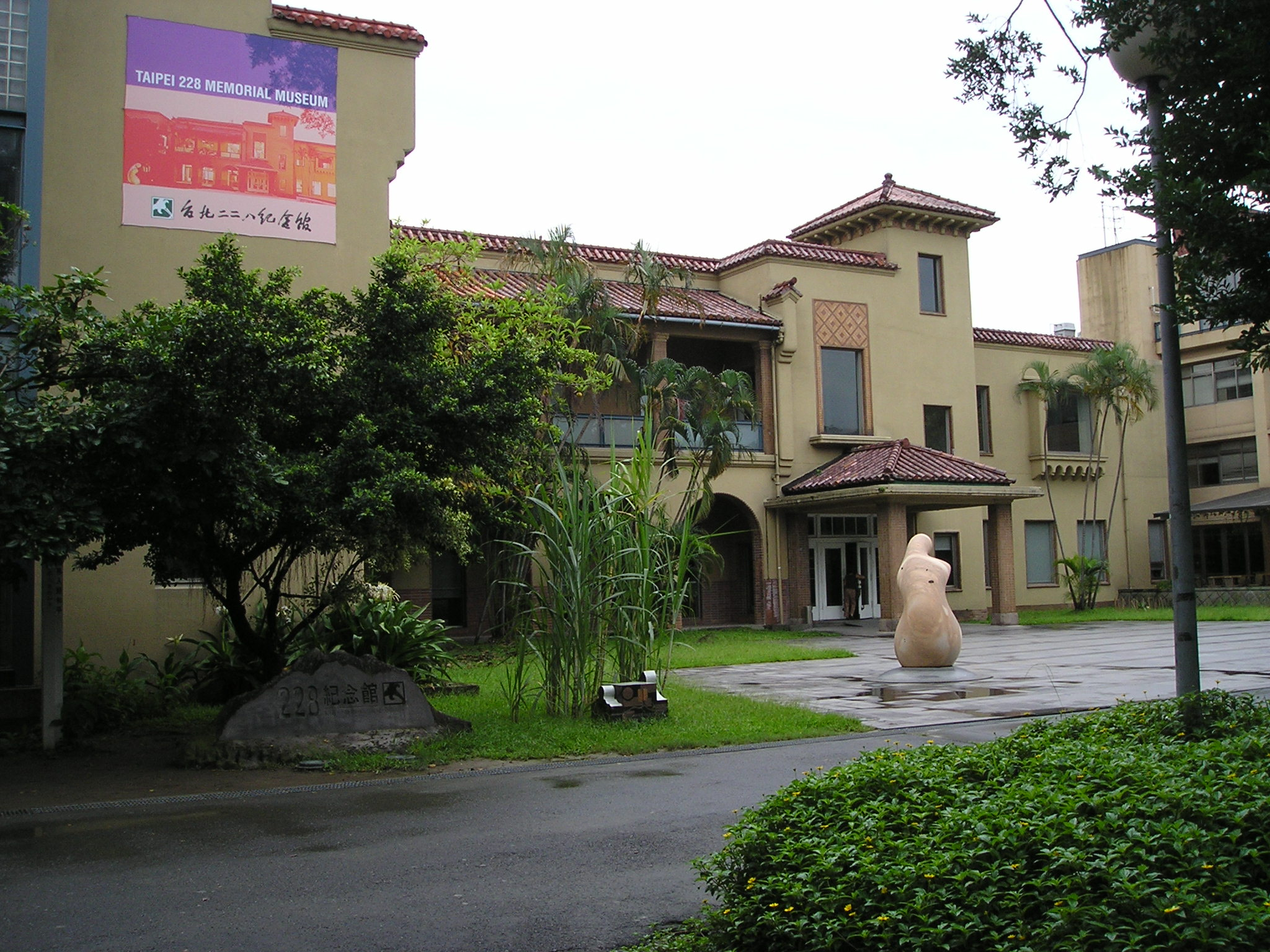
原台灣放送協會台北放送局廳舍，今為台北二二八紀念館。

臺灣放送協會（英文縮寫：THK），為台灣日治時期的廣播事業的社團法人，經營形態屬於半官半民。於1931年2月1日設立，1945年11月30日解散。戰後，其相關設施由中華民國國民政府中央廣播事業管理處（今中國廣播公司）接收。

## 設施
- 台北放送局（1928），現台北二二八紀念館。
- 台北放送局板橋放送所（1930），計畫做為歷史教育園區
- 台北放送局民雄放送所（1940），現國家廣播文物館
- 大安播音室，今帝寶（曾為中廣、中視總部）
- 台中放送局（1935），現做為藝文展覽空間
- 嘉義放送局（1943），現中廣嘉義台
- 台南放送局（1932），現南門電影書院
- 花蓮港放送局（1944），曾為中廣花蓮台

### 中華民國接收
1945年11月上述各放送局由中華民國中央廣播事業管理處遣林忠接收後，其中台北放送局更名臺灣廣播電臺（呼號：XUPA）。

## 沿革
- 1925年6月17至26日：台灣總督府交通局遞信部於始政三十周年紀念展覽會會場進行實驗性廣播（輸出功率50W）。
- 1928年
  - 11月1日：遞信部台北放送局（呼号JFAK、輸出功率1kW）開設，開始試驗性廣播。
  - 11月22日：台北放送局開局式，正式開始實驗放送，不收取收聽器材費與收聽費。
- 1929年
  - 5月：JFAK管弦樂團成立，於台北放送局首播。
  - 9月：開始透過接收日本放送協會熊本放送局的廣播訊號，播送部分內地的節目。
- 1931年
  - 1月15日：開始使用台北放送局板橋放送所（輸出功率增強至10kW）。
  - 2月1日：社團法人台灣放送協會成立，收聽費定為月額1圓。
  - 7月：採用台灣籍女性播音員，首次使用當地語言廣播。
- 1932年
  - 2月：本協會在東京丸大樓開設廣告播放辦事處。
  - 4月1日：台南放送局（呼号JFBK、輸出功率1kW）開始廣播。
  - 6月15日：本協會進行了日本第一次廣告播出（至12月2日）。
- 1934年9月9日：台北放送局首次向台灣的內地廣播。
- 1935年5月11日：台中放送局（呼号JFCK、輸出功率1kW）開始廣播。
- 1937年
  - 7月16日：台北放送局開始使用短波對海外進行日語及福建語廣播（對福建省以及在華南、南洋的福建華裔播放的福建語新聞，播放與島內相同節目）。
  - 7月20日：台北放送局開始對海外進行北京語廣播。
  - 7月29日：台北放送局開始對海外進行英語廣播。
- 1938年
  - 8月8日：台北放送局開始對海外進行粵語廣播。
  - 8月15日：南支那派遣軍委託本協會開設廈門廣播電台（呼号XOJE、XOJF），並同時轉播台北放送局的節目。
  - 10月1日：台北放送局開始對海外進行馬來語廣播。
- 1939年
  - 4月10日：東亞放送協議會結成，本協會加盟。
  - 4月15日：南支那派遣軍委託本協會開設廣東放送局（正式名稱為廣州無線電播音台，呼号XGOK）。
  - 12月1日：開始進行越南語廣播。
- 1940年9月28日：開始使用台北放送局民雄放送所（輸出功率100kW，後主要用於第2放送）。
- 1941年2月1日：把對島內的廣播和海外廣播分離。
- 1942年
  - 1月1日：本協會開播台灣語（閩南語）新聞。
  - 8月31日：嘉義放送局（呼号JFDK、500W）開始廣播。
  - 10月10日：台北放送局第2放送開始廣播（第1放送目標聽眾為日本人，第2放送目標聽眾為台灣人），板橋放送所追加10kW功率的放送機。
  - 12月：台北放送局開始對菲律賓、馬來亞、荷屬東印度進行廣播。
- 1944年
  - 5月1日：（本島人向）第2放送停播。
  - 5月15日：花蓮港放送局（呼号JFEK、100W）開始廣播。
  - 12月：收聽費由1圓漲到1圓50錢。
- 1945年
  - 8月15日：轉播玉音放送。
  - 10月25日：中華民國國民政府中央廣播事業管理處接收本協會，台灣接收委員廣播開始。
  - 11月30日：台灣放送協會解雇所有職員，台灣放送協會解散。

## 相關項目
- 中央廣播電台
- 中國廣播公司
- 满洲电信电话